# Повалиха (село)
Повалиха — село в Первомайском районе Алтайского края. Административный центр Повалихинского сельсовета. В 1950-е годы было центром Барнаульского района.

## Название
Изначально известна как деревня Филиппа Попова на реке Повалихе. Вскоре стала именоваться Повалихой по одноимённой реке. 

## История
Повалиха считается одним из старейших сёл края. Дата основания неизвестна. Впервые упоминается в 1717 или 1719 годах под названием деревня Филиппа Попова на реке Повалихе.
В 1859 году в селе была построена Церковь Казанской иконы Божьей матери, разрушенная в 1940-е годы. В 1950-е годы было центром Барнаульского района.

## Население
| 1959  | 1997  | 1998  | 1999  | 2000  | 2001  | 2002  | 2003  | 2004  |
| ----- | ----- | ----- | ----- | ----- | ----- | ----- | ----- | ----- |
| 5339  | ↘2664 | ↗2670 | ↗2726 | ↗2751 | ↘2684 | ↗2765 | ↗2771 | ↗2887 |
| 2005  | 2006  | 2007  | 2008  | 2009  | 2010  | 2011  | 2012  | 2013  |
| ↗2927 | ↗2985 | ↗3008 | ↗3060 | ↗3070 | ↘3025 | ↘3024 | ↗3070 | ↗3089 |